# Kosemäe
Kosemäe este o arie protejată (arie specială de conservare — SAC, sit de importanță comunitară — SCI) din Estonia întinsă pe o suprafață de 46,6 ha, integral pe uscat.

## Localizare
Centrul sitului Kosemäe este situat la coordonatele 58°14′55″N 25°08′58″E / 58.2487°N 25.1495°E.

## Înființare
Situl Kosemäe a fost declarat sit de importanță comunitară în aprilie 2004 pentru a proteja un număr necunoscut de specii din flora spontană și fauna sălbatică aflate în arealul zonei. Situl a fost protejat și ca arie specială de conservare în august 2004.

## Biodiversitate
Situată în ecoregiunea boreală, aria protejată conține 1 habitat natural: Taiga vestică.
La baza desemnării sitului se află un număr nedeclarat de specii protejate.